# العلاقات السويدية الغواتيمالية
العلاقات السويدية الغواتيمالية هي العلاقات الثنائية التي تجمع بين السويد وغواتيمالا.

## مقارنة بين البلدين
هذه مقارنة عامة ومرجعية للدولتين:
| وجه المقارنة                                              | السويد                                                                               | غواتيمالا       |
| --------------------------------------------------------- | ------------------------------------------------------------------------------------ | --------------- |
| المساحة (كم2)                                             | 450.30 ألف                                                                           | 108.89 ألف      |
| عدد السكان (نسمة)                                         | 10.16 مليون                                                                          | 17.26 مليون     |
| الكثافة السكانية (ن./كم²)                                 | 22.56                                                                                | 158.51          |
| العاصمة                                                   | ستوكهولم                                                                             | غواتيمالا       |
| اللغة الرسمية                                             | اللغة السويدية، لغات السامي، اللغة الفنلندية، منكيلي، اللغة الرومنية، اللغة اليديشية | اللغة الإسبانية |
| العملة                                                    | كرونة سويدية                                                                         | كتزال غواتيمالي |
| الناتج المحلي الإجمالي (بليون دولار)                      | 538.04 مليار                                                                         | 75.62 مليار     |
| الناتج المحلي الإجمالي (تعادل القوة الشرائية) بليون دولار | 469.01 مليار                                                                         | 126.21 مليار    |
| الناتج المحلي الإجمالي الاسمي للفرد دولار أمريكي          | 50.58 ألف                                                                            | 3.90 ألف        |
| الناتج المحلي الإجمالي للفرد دولار أمريكي                 | 45.30 ألف                                                                            | 7.45 ألف        |
| مؤشر التنمية البشرية                                      | 0.907                                                                                | 0.627           |
| رمز المكالمات الدولي                                      | +46                                                                                  | +502            |
| رمز الإنترنت                                              | .se                                                                                  | .gt             |
| المنطقة الزمنية                                           | توقيت وسط أوروبا، ت ع م+01:00، ت ع م+02:00، أوروبا/ستوكهولم ‏                         | 00              |

## منظمات دولية مشتركة
يشترك البلدان في عضوية مجموعة من المنظمات الدولية، منها:
| علم المنظمة | اسم المنظمة                               | تاريخ انضمام السويد | تاريخ انضمام غواتيمالا |
| ----------- | ----------------------------------------- | ------------------- | ---------------------- |
|             | وكالة ضمان الاستثمار متعدد الأطراف        | 12 أبريل 1988       | 11 يوليو 1996          |
|             | منظمة الشرطة الجنائية الدولية             | ?                   | ?                      |
|             | منظمة حظر الأسلحة الكيميائية              | ?                   | ?                      |
|             | منظمة التجارة العالمية                    | 1995                | ?                      |
|             | الأمم المتحدة                             | 19 نوفمبر 1946      | 21 نوفمبر 1945         |
|             | مؤسسة التمويل الدولية                     | 20 يوليو 1956       | 20 يوليو 1956          |
|             | يونسكو                                    | 23 يناير 1950       | 2 يناير 1950           |
|             | مؤسسة التنمية الدولية                     | 24 سبتمبر 1960      | 27 أبريل 1961          |
|             | البنك الدولي للإنشاء والتعمير             | 31 أغسطس 1951       | 28 ديسمبر 1945         |
|             | المنظمة الهيدروغرافية الدولية             | ?                   | ?                      |
|             | الاتحاد البريدي العالمي                   | ?                   | ?                      |
|             | المركز الدولي لتسوية المنازعات الاستشارية | 28 يناير 1967       | 20 فبراير 2003         |
|             | الاتحاد الدولي للاتصالات                  | 1866                | 10 يوليو 1914          |

## أعلام
هذه قائمة لبعض الشخصيات التي تربطها علاقات بالبلدين:
- ماريا ليسنر (سياسية سويدية، 1956[20] – )
- هارالد إيدلستام (دبلوماسي سويدي، 17 مارس 1913[21] – 16 أبريل 1989[21])

## وصلات خارجية
- موقع وزارة الخارجية السويدية
- موقع وزارة الخارجية الغواتيمالية